# Wrzesień 2003

## 5 września2003
- TVN wyemitowała amatorski film, na którym zarejestrowano, jak uczniowie toruńskiego technikum znęcali się nad nauczycielem.

## 10 września2003
- Opozycji nie udało się odwołać marszałka Sejmu Marka Borowskiego. Marszałek został poparty przez kluby SLD, UP i PO.
- W Sztokholmie została zaatakowana nożem minister spraw zagranicznych Szwecji Anna Lindh, zmarła następnego dnia.

## 11 września2003
- W Warszawie podczas protestu górników doszło do starcia z policją. Rannych zostało kilkudziesięciu policjantów, zniszczono też fasadę Ministerstwa Gospodarki.
- Druga rocznica zamachów terrorystycznych na WTC w Nowym Jorku i Pentagon w Waszyngtonie

## 12 września2003
- ONZ zniosła sankcje nałożone w 1992 na Libię w związku z przyznaniem się państwa do odpowiedzialności za atak w 1988 roku i zgody na wypłacenie 2,7 miliarda USD odszkodowań rodzinom ofiar zamachu.

## 13 września2003
- Józef Oleksy został przewodniczącym Rady Wojewódzkiej SLD na Mazowszu.

## 14 września2003
- Szwedzi w referendum odrzucili przyjęcie europejskiej waluty euro.

## 30 września2003
- Kilka tysięcy taksówkarzy protestowało w Warszawie przeciwko prowadzeniu kas fiskalnych paraliżując ruch.